# Nezavisna lista mladih
Nezavisna lista mladih je politička stranka registrirana sa sjedištem u Solinu, no najviše aktivna i uspješna u nekoliko općina južnog djela Splitsko-dalmatinska županija. Određuje ju fokus na razvoj, politike promjena u općoj kvaliteti lokalnog života i sprječavanje iseljavanja mladih. U 9. sazivu Sabora ima li su klub od 3 zastupnika koju je predvodio, tada saborski zastupnik i gradonačelnik Vrgorca Ante Pranić.
Među ključnim načelima ističu:
- Eko i samoodrživi razvoj (podizanje stručnosti u vođenju investicija)
- Mladi za mlade (zaustavljanje iseljavanje mladih)
- Obitelj je temelj svakog društva (populacijska politika)
- Demokracija i transparentnost (sudjelovanje građana)
- Borba protiv korupcije
- Javno dobro (protiv privatnih interesa)

Na lokalnim izborima 2021. su polučili uspjeh i u novo-organiziranim stranačkim ograncima, poput općine Podgora.

## Vanjske poveznice
- https://nlm.hr/